# Gayomarth
Gayōmarth, Gajumarth auch Gajomartan (persisch گيومرت, auch كيومرث, DMG K(a)yūmars̱, K(a)yūmarṯ [Aussprache: Kayōmarθ], übersetzt „Sterbliches Leben“; andere Namen: Gaja Maretan, „Gajomard“ auf Mittelpersisch, „Gajomart“ im Schahnameh) ist in der iranischen Mythologie der bereits im Avesta (Yasht 13,87) erwähnte erste Mensch bzw. erste menschliche Beherrscher der (iranischen) Welt.

## Gayomarth in der Mythologie
Er ist „strahlend wie die Sonne“, eine große und beeindruckende Gestalt, die aus Erde geschaffen wurde; er war genauso breit wie hoch. Durch ihn entstand die Kultur; er brachte den Menschen die erste Kleidung (Leopardenfell, „Pardelfell“) und Nahrung. Seine Herrschaft währte dreißig friedliche Jahre auf Erden und sein Sohn und ganzer Stolz – Sijāmak – sollte dessen Nachfolge antreten. Der übelgesinnte Böse Geist Angra Mainju (Ahriman), gegen den Gayomarth kämpfte, sann auf Vernichtung des Königreiches, indem er Sijāmak zum Kampfe herausforderte und diesen schließlich in zwei Hälften teilte.
Durch Vorahnung des Geschehens bestimmte Gayōmarth seinen Enkel Huschang (Hōšang) zum Nachfolger, der schließlich seinen Vater Sijāmak rächen sollte.
Die Mythologie sagt, dass sein Samen nach seinem Tode von der Sonne geläutert wurde. Vierzig Jahre nachdem er der Erde zurückgegeben wurde, wächst aus seinem Samen eine Rhabarberpflanze, aus der sich dann der erste sterbliche Mann (Maschja) und die erste sterbliche Frau (Maschjanag) bilden.
Diese beiden ersten Menschen verehrten, von Angra Mainju getäuscht, ihn als Schöpfer und begingen so ihre erste Sünde.
Statt in Frieden zu leben, irrten sie in Verderbnis und im Bösen. Erst nach 50 Jahren bekamen sie Zwillinge, welche aber von ihnen selbst
verschlungen wurden.
Nach langer Unfruchtbarkeit bekamen sie abermals Zwillinge, welche nicht nur den Ursprung des Menschengeschlechts begründeten, sondern insbesondere auch die der Iraner und ihrer verschiedenen Stämme.
| Zitat aus Bundahischn XV, 1-9): |
| Über die Beschaffenheit des Menschen heißt es in der Offenbarung, daß Gajomard, als er im Sterben lag, Samen von sich gab; dieser Samen wurde von der Bewegung des Sonnenlichts vollständig geläutert [...] und in vierzig Jahren sowie den fünfzehn Jahren ihrer fünfzehn Blätter wuchsen in Gestalt einer Rivaspflanze [Rhabarber] mit einem Stiel Matro und Matrojao [Maschja und Maschjanag] aus der Erde in der Weise, daß ihre Armen hinten und auf ihren Schultern ruhten, und einer mit dem anderen verwachsen, waren sie miteinander verbunden und sich beide gleich [...]. Und beide änderten ihr Gestalt von einer Pflanze in die eines Menschen, und der spirituelle Atem ging in sie ein, der die Seele ist; [...] Ahura Mazda sprach: „[...] Ihr seid Menschen, ihr seid die Vorfahren der ganzen Welt, und ihr seid von mir geschaffen in vollkommener Frömmigkeit; erfüllt voll Frömmigkeit die Pflicht des Gesetzes, [...] sprecht gute Worte, tut gute Taten und verehrt keine Dämonen[...].“ Aber später fuhr Feindseligkeit in ihr Denken, und ihr Denken war völlig verderbt, und sie verkündeten, daß der böse Geist das Wasser und die Erde, die Pflanzen und die Tiere geschaffen. |

## Gayomarth in Schahname – Sage I

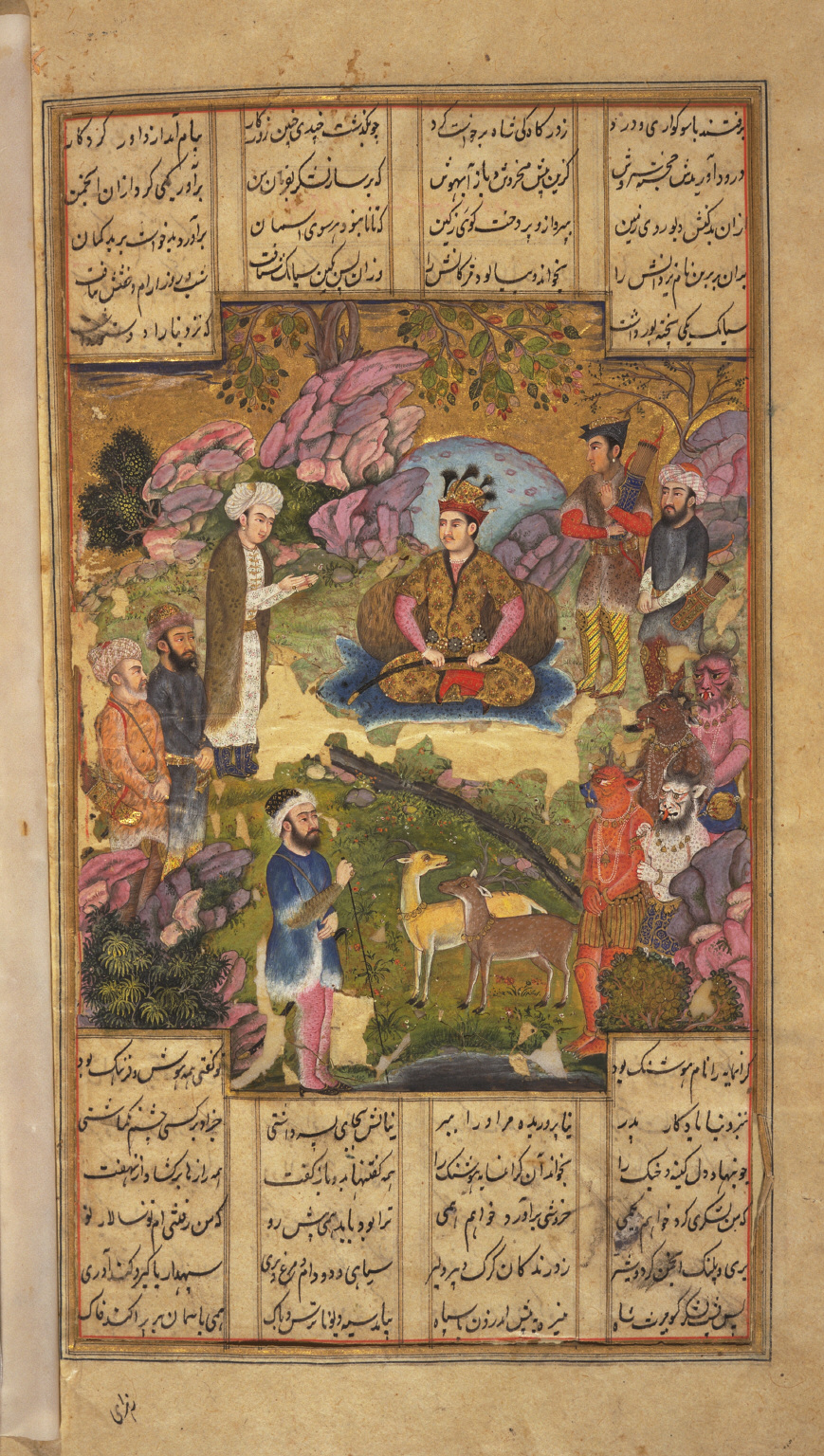
Gayomarth gibt Anweisung, den schwarzen Dämon zu töten

Gayomarth wird von Ferdosi als der erste Herrscher der Welt und der erste SchahinSchah bezeichnet. Somit begründete er die Vorstellung von einer unantastbaren Königswürde (avestisch khvarenah; Pahlavi: farr). Er gilt als der Begründer der menschlichen Zivilisation. 

„Der Forscher in dem Altertumsbuch,
Der von der Helden kund tut den Spruch,
Sagt so, daß der Kron' und des Thrones Art
Gajumarth gründet' und Herrscher ward.
 ... 
Pardelfell trug er und seine Schaar.
Von ihm ging die Gesittung aus,
Zuvor war weder Gewand noch Schmaus.“

Gayomarth lebte auf einem „Zauberberg“ und kämpfte, um die Welt für die Menschheit zu sichern, gegen die Bergwohner und gegen seinen Gegenspieler Ahriman, der als Sinnbild des Bösen bereits in Vers 25 der Dichtung erscheint.
Gayomarth hatte einen Sohn, Sijamak, der von dem Sohn Ahrimans, einem Schwarzen Dämon, getötet wird. Gayomarth überwindet seine Trauer und zieht, um den Tod seines Sohnes zu rächen, mit seinem Enkel Huschang gegen den schwarzen Dämon. Huschang nimmt den Dämon gefangen und tötet ihn.
Nach dem Tod Gayomarths folgt ihm Huschang auf dem Thron nach.
Bereits in der ersten Sage von Ferdosis Schahname wird das Grundthema des persischen Epos, der Kampf des Guten gegen das Böse, angesprochen. Letztlich siegt das Gute, in dem der Schwarze Dämon besiegt wird. Doch verschwindet damit das Böse nicht aus der Welt, denn Ahriman bleibt weiter am Leben.